# Ainsworth (Iowa)
Ainsworth ist eine Kleinstadt im Washington County im US-amerikanischen Bundesstaat Iowa. Im Jahre 2010 hatte Ainsworth 567 Einwohner, deren Zahl sich bis 2013 auf 569 leicht erhöhte. Das U.S. Census Bureau hat bei der Volkszählung 2020 eine Einwohnerzahl von 511 ermittelt.
Ainsworth ist Bestandteil der Metropolregion um Iowas frühere Hauptstadt Iowa City.

## Geografie
Ainsworth liegt im Südosten Iowas am nördlichen Quellfluss des Long Creek, einem rechten Nebenfluss des Mississippi. Dieser bildet rund 40 km östlich die Grenze Iowas zu Illinois. Die Grenze zu Missouri verläuft rund 90 km südlich von Ainsworth.
Die geografischen Daten von Ainsworth sind 41°17'20″ nördlicher Breite und 91°33'09″ westlicher Länge. Die Stadt erstreckt sich über eine Fläche von 0,98 km² und ist die größte Ortschaft innerhalb der Oregon Township.
Nachbarorte von Ainsworth sind Riverside (26,7 km nördlich), Cotter (7,7 km östlich), Columbus Junction (16,6 km in der gleichen Richtung), Crawfordsville (9,6 km südlich) und Washington (12,3 km westlich).
Das Zentrum von Iowa City liegt 45 km nördlich von Ainsworth. Die weiteren nächstgelegenen größeren Städte sind Cedar Rapids (84,5 km nördlich), die Quad Cities in Iowa und Illinois (103 km ostnordöstlich), Chicago in Illinois (385 km in der gleichen Richtung), Peoria in Illinois (239 km ostsüdöstlich), Illinois’ Hauptstadt Springfield (295 km südöstlich), St. Louis in Missouri (378 km südsüdöstlich), Kansas City in Missouri (456 km südwestlich), Nebraskas größte Stadt Omaha (395 km westlich), Iowas Hauptstadt Des Moines (221 km westnordwestlich), Rochester in Minnesota (349 km nordnordwestlich) und die Twin Cities (Minneapolis und Saint Paul) in Minnesota (483 km in der gleichen Richtung).

## Verkehr
Der zum Freeway ausgebaute U.S. Highway 218 und der hier auf einem deckungsgleichen Abschnitt verlaufende Iowa State Highway 27 führen in Nord-Süd-Richtung wenige hundert Meter östlich an Ainsworth vorbei. Der Iowa State Highway 92 verläuft in West-Ost-Richtung als Hauptstraße durch das Stadtgebiet von Ainsworth. Alle weiteren Straßen sind untergeordnete Landstraßen, teils unbefestigte Fahrwege sowie innerörtliche Verbindungsstraßen.
In West-Ost-Richtung verläuft eine Eisenbahnlinie für den Frachtverkehr der zur Canadian Pacific Railway (CP) gehörenden SOO Line Railroad durch das Stadtgebiet von Ainsworth.
Mit dem Washington Municipal Airport befindet sich 12,5 km westlich ein kleiner Flugplatz. Die nächsten Verkehrsflughäfen sind der Eastern Iowa Airport von Cedar Rapids (75 km nördlich), der Quad City International Airport bei Moline in Illinois (112 km ostnordöstlich), der Southeast Iowa Regional Airport von Burlington (88 km südöstlich) und der Des Moines International Airport (196 km westlich).

## Bevölkerung
Nach der Volkszählung im Jahr 2010 lebten in Ainsworth 567 Menschen in 209 Haushalten. Die Bevölkerungsdichte betrug 578,6 Einwohner pro Quadratkilometer. In den 209 Haushalten lebten statistisch je 2,71 Personen.
Ethnisch betrachtet setzte sich die Bevölkerung zusammen aus 92,1 Prozent Weißen sowie 4,9 Prozent aus anderen ethnischen Gruppen; 2,1 Prozent stammten von zwei oder mehr Ethnien ab. Unabhängig von der ethnischen Zugehörigkeit waren 20,6 Prozent der Bevölkerung spanischer oder lateinamerikanischer Abstammung.
31,2 Prozent der Bevölkerung waren unter 18 Jahre alt, 58,2 Prozent waren zwischen 18 und 64 und 10,6 Prozent waren 65 Jahre oder älter. 50,8 Prozent der Bevölkerung waren weiblich.
Das mittlere jährliche Einkommen eines Haushalts lag bei 49.750 USD. Das Pro-Kopf-Einkommen betrug 18.701 USD. 20,0 Prozent der Einwohner lebten unterhalb der Armutsgrenze.

## Bekannte Bewohner
- F. Dickinson Letts (1875–1965) – republikanischer Abgeordneter des US-Repräsentantenhauses (1925–1931) – geboren und aufgewachsen sowie beigesetzt in Ainsworth